# Anneau quotient
Ne doit pas être confondu avec Anneau de fractions.
En mathématiques, un anneau quotient est un anneau qu'on construit sur l'ensemble quotient d'un anneau par un de ses idéaux bilatères.

## Définition
Soit A un anneau. L'addition et la multiplication de A sont compatibles avec une relation d'équivalence sur A si et seulement si celle-ci est de la forme : x ~ y ⇔ x – y ∈ I, pour un certain idéal bilatère I de A.
On peut alors munir l'ensemble quotient A/I de l'addition et de la multiplication quotients de celles de A :
{\displaystyle (x+I)+(y+I)=(x+y)+I,\quad (x+I)\times (y+I)=(x\cdot y)+I}.
Ceci munit A/I d'une structure d'anneau, appelé l'anneau quotient de A par I (son groupe additif est le groupe quotient de (A, +) par I).
La surjection canonique π : A → A/I est alors un morphisme d'anneaux, de noyau I.

## Exemples
- A / A est l'anneau trivial[1] (réduit à 0).
- A / {0} est isomorphe[1] à A.
- Si A = Z (l'anneau des entiers relatifs) et I = n Z pour un certain entier n, l'anneau quotient A / I est[2] l'anneau Z / n Z. Cette structure est le fondement de l'arithmétique modulaire.
- Pour A = R[X], anneau des polynômes à coefficients réels et I l'idéal principal engendré par X2 + 1, A / I est un anneau isomorphe à C, le corps des nombres complexes[3].

## Motivations
Les utilisations de l'anneau Z / nZ en théorie des nombres illustrent l'efficacité de l'introduction d'anneaux quotients. Ainsi l'équation diophantienne ax+by = 1, qui peut être traitée par des méthodes d'arithmétique tout à fait élémentaires, peut aussi être interprétée comme recherche de l'inverse de a dans l'anneau quotient Z / bZ. Pour ce point de vue, il existe des solutions si et seulement si la classe de a est un élément inversible de l'anneau quotient, c.-à-d. si et seulement si a premier avec b. Les valeurs possibles de x sont alors les entiers qui se projettent dans Z / bZ sur cet inverse de la classe de a.
Le cas des quotients Z / pZ où p est premier est particulièrement fécond. L'anneau Z / p Z est alors un corps commutatif et on bénéficie de la richesse de cette structure. Le petit théorème de Fermat ou le théorème de Wilson sont deux exemples en arithmétique élémentaire qui peuvent bénéficier d'un tel traitement.
Dans le prolongement de cette idée, en algèbre commutative, l'anneau quotient par un idéal maximal est systématiquement un corps commutatif, appelé corps résiduel. Comme dans les exemples précédents, son utilisation peut renvoyer des informations sur l'anneau qu'on a quotienté ; elle peut aussi être une fin en soi, comme fournissant une méthode efficace de construction de nouveaux corps commutatifs. Dans les exemples qui précèdent, on a mentionné la construction du corps C des nombres complexes par cette technique ; c'est un cas particulier de la construction du corps de rupture d'un polynôme irréductible à coefficients dans un corps commutatif. Ce procédé permet aussi la construction de tous les corps finis.
Tout anneau commutatif A est le quotient de l'anneau de polynômes {\displaystyle \mathbb {Z} \left[(X_{a})_{a\in A}\right]} par l'idéal engendré par tous les éléments de la forme {\displaystyle X_{a+b}-X_{a}-X_{b}} ou {\displaystyle X_{ab}-X_{a}X_{b}}. Cette remarque permet, pour démontrer n'importe quel énoncé universel d'algèbre commutative, de se contenter de le prouver pour les anneaux de polynômes à coefficients entiers (pour un prolongement de cette idée, voir par exemple la preuve générique du théorème de Cayley-Hamilton).
Les anneaux quotients par des idéaux non nécessairement maximaux sont omniprésents en géométrie algébrique. Le premier exemple en est celui de l'anneau des fonctions régulières sur un ensemble algébrique affine.

## Propriété universelle des quotients et le premier théorème d'isomorphisme
Le théorème suivant, ou des variantes très voisines, caractérise le quotient :

Soit  I un idéal bilatère d'un anneau A ; on note π la projection canonique de A sur A / I. Soit par ailleurs {\displaystyle \varphi } un morphisme d'anneaux de A vers un anneau B nul sur I. Il existe alors un et un seul morphisme {\displaystyle {\overline {\varphi }}} de A / I vers B pour lequel {\displaystyle {\overline {\varphi }}\circ \pi =\varphi }.
Cette propriété universelle peut aussi être utilisée comme définition alternative d'« un » quotient de A par I, étant entendu que l'existence s'en prouve alors en reprenant la construction sur l'ensemble quotient prise plus haut pour définition, et que l'unicité à isomorphisme près se montre en peu de lignes.
En l'appliquant au noyau, on en déduit le théorème suivant :

 Soit φ un morphisme d'anneaux d'un anneau A vers un anneau B nul sur I. Il existe un isomorphisme {\displaystyle {\tilde {\varphi }}} unique entre les anneaux A / Ker φ et Im φ qui fait commuter le diagramme ci-dessous :
On en déduit aussitôt le « premier théorème d'isomorphisme » :

Soit φ un morphisme d'anneaux dont l'anneau de départ est noté A. Alors :
{\displaystyle \mathrm {Im} \varphi \simeq A/\mathrm {Ker} \varphi }.
Ainsi, l'image d'un morphisme ayant A pour anneau de départ est toujours isomorphe à un quotient de A.

## Quotients des quotients, sous-anneaux des quotients, quotients des sous-anneaux

### Quotients d'un anneau-quotient: le troisième théorème d'isomorphisme
Un anneau quotient d'un anneau quotient d'un anneau A peut être interprété directement comme quotient de A.
Plus précisément, soit A un anneau et I un idéal bilatère de A ; on note π la projection canonique de A sur A/I. L'ensemble ordonné (par l'inclusion) des idéaux bilatères de A/I est en bijection respectant l'ordre avec l'ensemble des idéaux bilatères de A contenant I, précisément :

L'application {\displaystyle J\mapsto J/I} est une bijection entre l'ensemble des idéaux bilatères de A contenant I et l'ensemble des idéaux bilatères de A / I.
Une fois qu'on sait que les idéaux bilatères de A / I sont de la forme J / I on peut être plus précis, et élucider la structure du quotient, le résultat est connu sous le nom de « troisième théorème d'isomorphisme » :

Soit A un anneau, I un idéal bilatère de A et J un idéal bilatère de A contenant I. Alors J / I est un idéal bilatère de A / I, et il y a un isomorphisme :
{\displaystyle \left(A/I\right)/\left(J/I\right)\simeq A/J}.

### Sous-anneaux d'un anneau-quotient
Avec les mêmes notations qu'à la sous-section précédente, les sous-anneaux de l'anneau quotient A/I sont en correspondance avec les sous-anneaux de A contenant I exactement comme l'étaient les idéaux. Précisément :

L'application {\displaystyle B\mapsto B/I} est une bijection entre l'ensemble des sous-anneaux de A contenant I et l'ensemble des sous-anneaux de A/I.

### Anneaux-quotients d'un sous-anneau: le deuxième théorème d'isomorphisme
Dans cette section, on part au contraire d'un anneau A et d'un sous-anneau B de A, et on s'intéresse aux anneaux quotients de B. Ce n'est pas aussi simple que dans la situation précédente : il n'y a pas en général d'ensemble d'anneaux quotients de A qui puisse être mis en bijection avec l'ensemble de tous les anneaux quotients de B.
Il y a tout de même quelque chose à dire si on ne part pas d'un quotient par un idéal bilatère quelconque de B, mais par un idéal bilatère de la forme B∩ I, où I est un idéal de A. Le deuxième théorème d'isomorphisme fournit alors une description alternative de l'anneau quotient B/B∩I ;

Soit A un anneau, B un sous-anneau de A et I un idéal bilatère de A. Alors B+I est un sous-anneau de A et B∩ I un idéal de B, et il y a un isomorphisme :
{\displaystyle B/(B\cap I)\simeq (B+I)/I}.

## Quotients en algèbre commutative
Soit A un anneau commutatif :
- Par définition, I est un idéal premier si A / I est intègre. On en déduit que I est premier si et seulement si c'est un idéal propre (c.-à-d. différent de A) vérifiant : si un produit d'éléments de A appartient à I alors au moins l'un des facteurs appartient à I.
- I est un idéal maximal si et seulement si A / I est un corps[10].